# Kornberg bei Riegersburg
Kornberg bei Riegersburg est une ancienne commune autrichienne du district de Südoststeiermark en Styrie.
En 2015 elle a intégré la municipalité de Riegersburg.